# Stormberggroep
| Stratigrafie van de Karoosupergroep | Stratigrafie van de Karoosupergroep | Stratigrafie van de Karoosupergroep | Stratigrafie van de Karoosupergroep | Stratigrafie van de Karoosupergroep |
| Periode                             | Groep                               | Formatie ten westen van 24°O        | Formatie ten oosten van 24°O        | Faunazone                           |
| ----------------------------------- | ----------------------------------- | ----------------------------------- | ----------------------------------- | ----------------------------------- |
| Jura                                | Drakensberg                         | Hiatus                              | Drakensberg                         |                                     |
| Jura                                | Stormberg                           | Hiatus                              | Clarens                             |                                     |
| Trias                               | Stormberg                           | Hiatus                              | Elliot                              |                                     |
| Trias                               | Stormberg                           | Hiatus                              | Molteno                             |                                     |
| Trias                               | Beaufort                            | Hiatus                              |                                     |                                     |
| Trias                               | Burgersdorp                         | Hiatus                              | Cynognathus                         |                                     |
| Trias                               | Katberg                             | Hiatus                              | Lystrosaurus                        |                                     |
| Trias                               | Balfour                             | Hiatus                              |                                     |                                     |
| Perm                                | Daptocephalus                       | Hiatus                              |                                     |                                     |
| Perm                                | Teekloof                            |                                     |                                     |                                     |
| Perm                                | Cistecephalus                       |                                     |                                     |                                     |
| Perm                                | Middleton                           |                                     |                                     |                                     |
| Perm                                | Endothiodon                         |                                     |                                     |                                     |
| Perm                                |                                     |                                     |                                     |                                     |
| Perm                                | Abrahams-Kraal                      | Koonap                              | Tapinocephalus                      |                                     |
| Perm                                | Abrahams-Kraal                      | Koonap                              |                                     |                                     |
| Perm                                | Abrahams-Kraal                      | Koonap                              | Eodicynodon                         |                                     |
| Perm                                | Ecca                                | Waterford                           | Waterford                           |                                     |
| Perm                                | Ecca                                | Tierberg / Fort Brown               | Fort Brown                          |                                     |
| Perm                                | Ecca                                | Laingsburg / Ripon                  | Ripon                               |                                     |
| Perm                                | Ecca                                | Collingham                          | Collingham                          |                                     |
| Perm                                | Ecca                                | White Hill                          | White Hill                          |                                     |
| Perm                                | Ecca                                | Prince Albert                       | Prince Albert                       |                                     |
| Carboon                             | Dwyka                               | Elandsvlei                          | Elandsvlei                          |                                     |

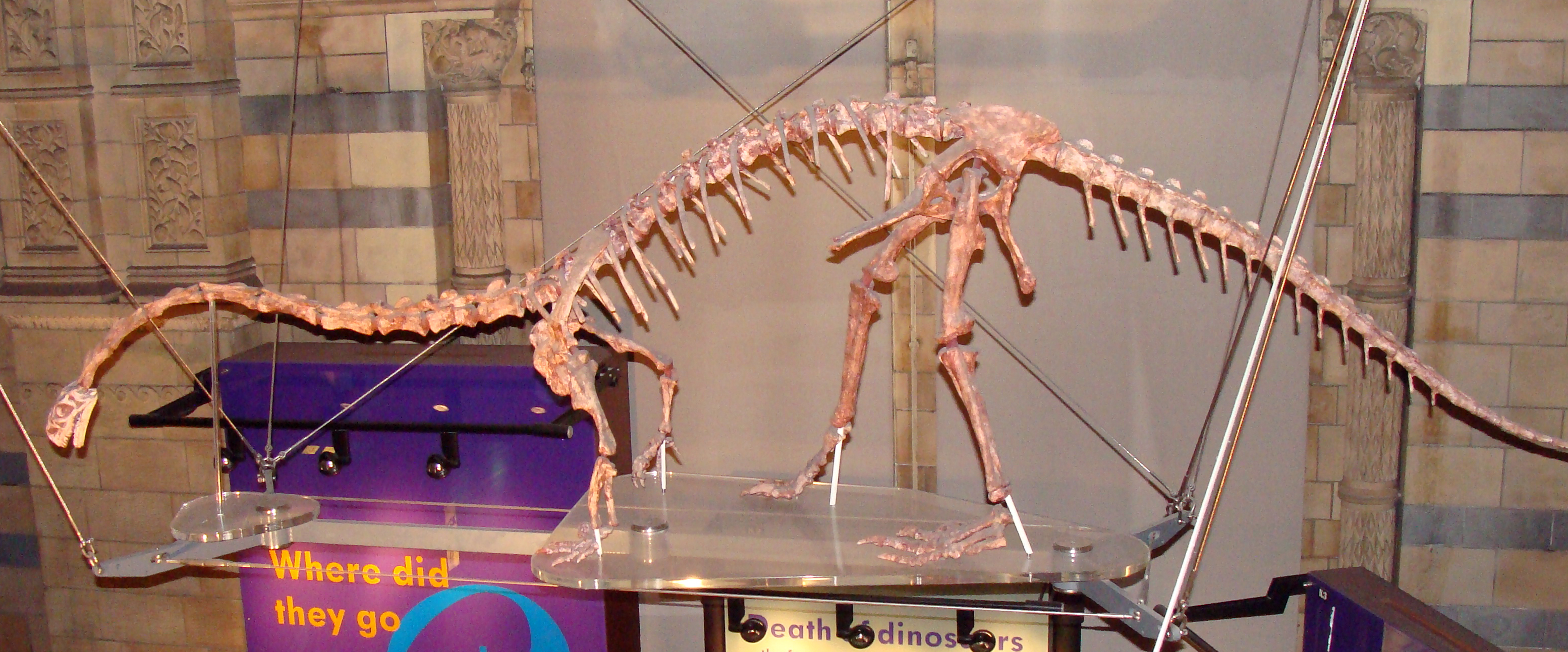
Skelet van Massospondylus in het Natural History Museum in Londen.

De Stormberggroep is een groep geologische formaties in Zuid-Afrika en Lesotho. Het is het jongste onderdeel van de Karoosupergroep. De sedimenten uit de Stormberggroep dateren uit het Laat-Trias tot Vroeg-Jura. 
De groep bestaat uit een drietal formaties: Molteno, Elliot en Clarens. De Elliot-formatie is de soortenrijkste formatie van de Stormberggroep.

## Fauna
De Stormberggroep omvat twee biozones: de Scalenodontoides Assemblage Zone en de Massospondylus Assemblage Zone.

### ScalenodontoidesAssemblage Zone
De Scalenodontoides Assemblage Zone is de oudste van deze twee biozones en dateert uit het Laat-Norien en Rhaetien (219-204 miljoen jaar geleden). 
In de biozone zijn de oudste fossielen van dinosauriërs in de Karoo gevonden, te weten verschillende taxa sauropodomorphen zoals Euskelosaurus. Dit markeert een belangrijke overgang in de faunasamenstelling van het Karoo-bekken, waarbij de therapsiden hun dominante positie kwijtraakten aan de archosauriërs. De traversodont Scalenodontoides en de dicynodont Pentasaurus zijn in deze biozone de laatste grote vertegenwoordigers van de therapsiden. 
De fauna bestaat verder uit tritheledonten zoals Elliotherium, rauisuchiërs zoals Basutodon en amfibieën behorend tot de Chigutisauridae.

### MassospondylusAssemblage Zone
In het Vroeg-Jura was het klimaat in het Karoo-bekken droger dan in het Laat-Trias met ondiepere rivieren op de vloedvlaktes. De Massospondylus Assemblage Zone dateert uit het Hettangien tot Vroeg-Pliensbachien (circa 200-183 miljoen jaar geleden). 
Deze biozone omvat een van de oudste door dinosauriërs gedomineerde ecosystemen van zuidelijk Gondwana. De toename in diversiteit binnen de dinosauriërs, crocodylomorphen en mammaliaformen in het onderste deel van de biozone wijst op gevolgen van de Trias-Jura-extinctie, een uitstervingsgolf ongeveer 202 miljoen jaar geleden op de overgang tussen het Trias en het Jura waarbij zowel op het land als in de zee veel diergroepen uitstierven. Op het land verdwenen meerdere groepen therapsiden en temnospondyle amfibieën en alle groepen archosauromorphen met uitzondering van de krokodilachtigen, pterosauriërs en dinosauriërs. Van de ecologische niches die vrijkwamen zouden vooral de dinosauriërs profiteren. 
Tot de fauna van de biozone behoren de eerste zoogdierachtigen zoals Erythrotherium en Megazostrodon, naast de niet-zoogdierachtige cynodonten Pachygenelus, Tritheledon en Tritylodon. 
De dinosauriërs in deze subzone zijn diverse sauropodomorphen zoals Massospondylus, de theropoden Megapnosaurus (Coelophysidae) en Dracovenator (Dilophosauridae), en ornithischiërs zoals Abrictosaurus, Heterodontosaurus en Lesothosaurus. Verder zijn twee groepen krokodilachtigen (protosuchiërs en sphenosuchiërs), schildpadden en amfibieën bekend uit de subzone.